# G.L. Durlacher
Gerhard Leopold Durlacher (Baden-Baden, 10 juli 1928 – Haarlem, 2 juli 1996) was een Nederlandse schrijver en socioloog.

## Levensloop
Durlacher werd geboren in een liberaal-joods gezin in het zuiden van Duitsland. In 1937 vestigde hij zich met zijn ouders in Rotterdam, nadat zij waren gevlucht voor de nazi’s. De vlucht was niet ver genoeg. Het gezin werd op 3 oktober 1942 gearresteerd en op transport gesteld naar kamp Westerbork. Daarna naar Theresienstadt en vervolgens naar Auschwitz. Op 8 mei 1945 werd Gerhard Durlacher door de Russen bevrijd. Zijn vader kwam om in Bergen-Belsen, zijn moeder in Stutthof.
Van 1964 tot eind 1983 was G.L. Durlacher docent sociologie aan de Universiteit van Amsterdam. In 1995 kreeg hij een ere-doctoraat van diezelfde Universiteit.
Pas op latere leeftijd schreef Durlacher een aantal boeken over zijn ervaringen in de Tweede Wereldoorlog; als Joods jongetje in zijn geboorteplaats Baden-Baden in het boek Drenkeling en als kampgevangene in Strepen aan de hemel. In het laatste boek uit Durlacher scherpe kritiek op de geallieerden die niet ingrepen, hoewel zij tot in detail op de hoogte waren van het lot van de Joden in de door nazi-Duitsland bezette landen.
In juli 1996 overleed Durlacher plotseling in zijn woonplaats Haarlem. 
In 2025 werd in zijn geboorteplaats een brug naar hem vernoemd, die eerst vernoemd was naar koning Willem I van Württemberg.

## Privé
G.L. Durlacher had drie dochters, onder wie de schrijfster Jessica Durlacher. 

## Prijzen
- Drenkeling werd in 1994 bekroond met de Anne Frank-prijs (Zwitserse prijs, niet te verwarren met de gelijknamige Nederlandse prijs).
- In 1994 ontving Durlacher de AKO Literatuurprijs voor Quarantaine.